# 维拉尔苏当茹
维拉尔苏当茹（法語：Villars-sous-Dampjoux，法語發音：[vilaʁ su dɑ̃ʒu]，意为“当茹下方的维拉尔”）是法国杜省的一个市镇，属于蒙贝利亚尔区。

## 地理
维拉尔苏当茹（47°20'57"N, 6°45'24"E）面积3.06 平方千米，位于法国勃艮第-弗朗什-孔泰大區杜省，该省份为法国东部内陆省份，北起上索恩省，西接汝拉省，东部及东南部与瑞士接壤，东北部与贝尔福地区省接壤。
与维拉尔苏当茹接壤的市镇（或旧市镇、城区）包括：蓬德鲁瓦德-韦尔蒙当、当茹、弗勒、讷沙泰勒于蒂耶尔、努瓦尔方丹。

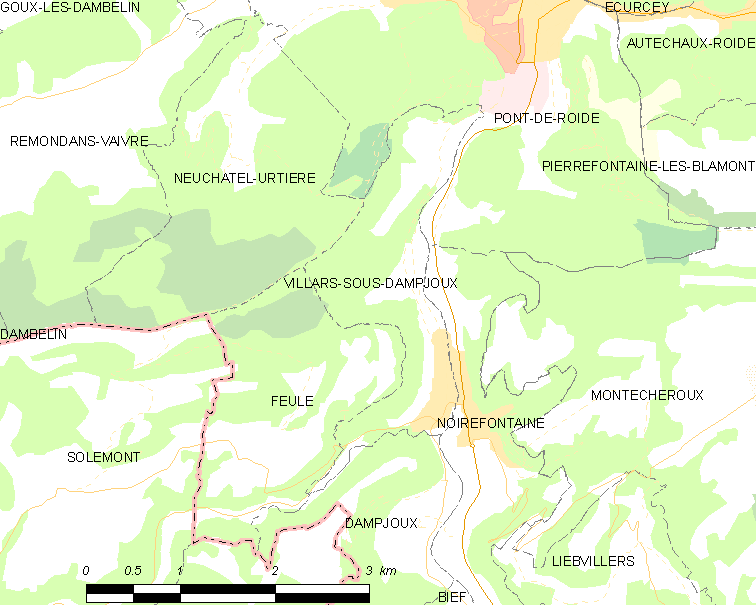
维拉尔苏当茹的OSM定位图

维拉尔苏当茹的时区为UTC+01:00、UTC+02:00（夏令时）。

## 行政
维拉尔苏当茹的邮政编码为25190，INSEE市镇编码为25617。

## 政治
维拉尔苏当茹所属的省级选区为瓦朗蒂涅县。

## 人口

1962-2008年间维拉尔苏当茹人口变化图示

维拉尔苏当茹于2022年1月1日时的人口数量为352人。